# Peter von Loeper
Peter Christian von Loeper (* 21. Oktober 1957 in Bonn) ist ein deutscher Kirchenjurist; er war von 2004 bis 2012 Konsistorialpräsident der Pommerschen Evangelischen Kirche mit Sitz in Greifswald.

## Leben
Peter Christian von Loeper studierte Jura in Bonn, Göttingen und Freiburg im Breisgau. Er wurde Rechtsanwalt und arbeitete in einer Kanzlei in Hamburg. Er ist Mitglied der Corps Hansea Bonn und Saxonia Göttingen.
Von 1991 bis 1992 arbeitete er bei der Treuhandanstalt in Rostock. Danach machte er sich als Rechtsanwalt in Neubrandenburg selbständig. Von 1994 bis 1999 war er Leiter des Amtes Demmin-Land und Mitglied des Kreistages Demmin. Seit 1998 gehörte er der Synode der Pommerschen Evangelischen Kirche an. Diese wählte ihn 2004 zum Präsidenten des Konsistoriums der Pommerschen Evangelischen Kirche. Er trat die Nachfolge des aus dem Amt geschiedenen Hans-Martin Harder an.
In seiner Funktion als Konsistorialpräsident war er Mitglied der Steuerungsgruppe zur Bildung einer Nordkirche.
Mit der Bildung der Evangelisch-Lutherischen Kirche in Norddeutschland wurde er zum Datenschutzbeauftragten der Nordkirche berufen.
Er ist Lehrbeauftragter für Kirchenrecht an der Theologischen Fakultät der Universität Greifswald.

## Familie
Peter von Loeper stammt aus einer aus dem Kreis Regenwalde in Hinterpommern stammenden Familie. Er ist verheiratet mit Amelie von Loeper. Das Ehepaar hat fünf Kinder und lebt in dem Ort Leistenow bei Demmin.